# Badjcinus turnbulli
Badjcinus turnbulli — вид вымерших хищных сумчатых из семейства сумчатые волки. Единственный вид рода Badjcinus.
Филогенетический анализ показывает, что сумчатые волки представляют собой кладу, не включающую сумчатых куниц. Badjcinus был одним из самых примитивных представителей своей группы, жившим от 28 до 23 миллионов лет назад в конце олигоцена.
Родовое сочетает в себе слово из языка аборигенов waanyi «badj», «опытный охотник», и слово из древнегреческого «kynos», означающее «собака», от которого первоначально произошло название семейства Thylacinidae. Видовой эпитет был предложен авторами в честь вклада William D. Turnbull в палеонтологию.
Badjcinus был довольно маленьким, в среднем 2,4 кг весом. Он был плотоядным, вероятно, питался мелкими позвоночными и насекомыми, как современные пятнистые сумчатые куницы. Окаменелости были найдены в Риверсли на северо-западе Квинсленда, Австралия. Поскольку другие животные в Риверсли были обитателями тропических лесов, вполне возможно, что B. turnbulli был древесным обитателем, как пятнистохвостая сумчатая куница (Dasyurus maculatus).